# Francisco Denis
Francisco Denis é um ator e cineasta venezuelano, conhecido pela participação na série Narcos.